# Urban Gad (regissör)
Peter Urban Gad, född den 12 februari 1879 i Skælskør, död den 26 december 1947 i Köpenhamn, var en dansk regissör och manusförfattare. Han var son till Nicolaus Urban Gad och Emma Halkier samt 1912–1918 gift med Asta Nielsen.

## Regi i urval
- 1910 – Avgrunden (Afgrunden)
- 1911 – Den sorte Drøm
- 1914 – Engelein
- 1922 – Hanneles Himmelfahrt
- 1926 – Lykkehjulet